# Tarvos (luna)
Tarvos je progradni nepravilni naravni satelit (luna) Saturna.

## Odkritje in imenovanje
Luno Tarvos je odkril v letu 2000 John J. Kavelaars s sodelavci. Njeno začasno ime je bilo S/2000 S 4. Uradno ime je dobila leta 2003 po Tarvosu iz galske mitologije.

## Lastnosti
Luna Tarvos ima premer okoli 15 km. Kroži okroži Saturna na poprečni razdalji 18.000.000 km, obkroži pa ga v približno 926 dneh. Je članica Galske skupine Saturnovih satelitov.
Na površini je Tarvos svetlordeče barve (barvni indeks R-V=0,77, R-V = 0,57). Gostota je okoli 2,3 g/cm3, kar je precej več kot pri drugih Saturnovih lunah. To kaže na to, da je v glavnem sestavljena iz vodnega ledu in delno iz silikatnih kamnin.
Vsi sateliti iz Galske skupine imajo podobne elemente tirnic in fizikalne lastnosti. Zaradi tega se predvideva, da imajo vsi skupni izvor oziroma, da so nastali z razpadom večjega nebesnega telesa. Tako ena izmed hipotez o nastanku Galske skupine pravi, da sta luni Eriapo in Tarvos odleteli s površine Albioriksa ob trku z drugim nebesnim telesom.